# Frei
Frei este cea mai mare insulă din comuna Kristiansund.